# Historia militar de Estados Unidos en la Segunda Guerra Mundial
La historia militar de Estados Unidos en la Segunda Guerra Mundial es el período de la historia estadounidense que corresponde a la participación de las Fuerzas Armadas de los Estados Unidos en la Segunda Guerra Mundial como parte de las fuerzas aliadas contra la Alemania nazi, el Japón imperial y sus aliados, empezando el 7 de diciembre de 1941, tras el ataque a Pearl Harbor, y terminando el 2 de septiembre de 1945, con la capitulación de Japón, poniendo fin a la guerra. En total, la implicación militar de Estados Unidos en el conflicto duró menos de cuatro años, abarcando los frentes europeo, africano, surasiático, pacífico, atlántico y mediterráneo, y escenarios menores. La permanencia de las fuerzas armadas estadounidenses en Europa y Asia tras la guerra no se considera parte de este período, sino corresponde a la ocupación militar de la posguerra, un período caracterizado por la recuperación política y económica de los países vencidos y el comienzo del período de la Guerra Fría.
Durante su implicación en el conflicto mundial, un total de 16 112 566 ciudadanos estadounidenses sirvieron en las distintas ramas de las fuerzas armadas, saldando con un total de 405 399 muertos y 671 278 heridos. De los 130 201 prisioneros de guerra estadounidenses, unos 14 072 fallecieron o desaparecieron durante su cautiverio. Las operaciones militares estadounidenses incluyeron más allá de las fuerzas combativas terrestres, aéreas y marítimas también a unidades de inteligencia, logística, sanidad, comandancia y administración, y abarcaron también ayuda militar (operativa, logística e informativa) a sus aliados, sobre todo el Reino Unido, y también la Unión Soviética en las primeras fases de la guerra, incluyendo armas, municiones y medios de transporte. 
Además de las fuerzas desplegadas en los distintos frentes, gran parte de la economía estadounidense se dedicaba a la producción militar, con una implicación masiva de la ciudadanía. Para finales de la guerra, la industria estadounidense había producido unos 86 000 carros de combate, 193 000 piezas de artillería, 298 000 aviones —entre cazas ligeros, bombarderos y aviones de transporte— y dos millones de vehículos militares de todo tipo. A su vez, los astilleros estadounidenses habían fabricado un total de 6768 buques, incluyendo portaviones, acorazados, fragatas, cruceros, submarinos y medios anfibios.
Durante los dos primeros años de la Segunda Guerra Mundial, Estados Unidos se mantuvo oficialmente neutral, aunque abastecía al Reino Unido, la Unión Soviética y China con materiales bélicos y suministros por medio de la ley de Préstamo y Arriendo, además del relevo militar de las fuerzas británicas en Islandia (primer destacamento estadounidense en el marco de la guerra, anterior a Pearl Harbor). El primer acto oficial que se podría considerar una clara declaración de intenciones fue el incidente Greer, el 4 de septiembre de 1941, entre un submarino alemán y el destructor estadounidense USS Greer. Durante todo el tiempo en el que Estados Unidos se mantuvo al margen, su poder militar fue creciendo exponencialmente, pasando de tener el 39.º ejército a nivel mundial en 1939 a ser la mayor industria militar del mundo en vísperas de su entrada en la guerra.
Los jefes superiores de las fuerzas armadas de Estados Unidos durante la Segunda Guerra Mundial fueron el presidente de Estados Unidos, Franklin D. Roosevelt (y su sucesor Harry S. Truman) y el jefe del Estado Mayor Conjunto, William D. Leahy, responsables de fijar los objetivos estratégicos y geopolíticos de la guerra; George Marshall, jefe de Estado Mayor del Ejército estadounidense; Hap Arnold, comandante en jefe de las Fuerzas Aéreas del Ejército de los Estados Unidos; y Ernest J. King, comandante en jefe de la Armada estadounidense. La movilización de la industria nacional, su militarización y la producción de material bélico fueron responsabilidad del secretario de Guerra, Henry L. Stimson. Los comandantes supremos aliados fueron Dwight D. Eisenhower en el teatro europeo, Douglas MacArthur en el frente del Sudoeste del Pacífico y Chester Nimitz en el frente del Océano Pacífico, siendo comandante en jefe de la Flota del Pacífico. Otros destacados comandantes de ejércitos y grupos de ejércitos de Estados Unidos fueron Omar Bradley, Mark Wayne Clark y George Patton.                                                     
Desde un punto de vista geopolítico, la intervención militar estadounidense en la guerra tuvo el objetivo final de vencer a las fuerzas alemanas como medio para conseguir la derrota política de la Alemania nazi. Sin embargo, las primeras intervenciones militares tuvieron lugar en el otro gran escenario de la guerra, el pacífico-asiático, y más concretamente la guerra contra Japón, que supuso otro frente importante para el país nipón sumido en la guerra sino-japonesa. El hundimiento de los acorazados en Pearl Harbor fue el casus belli para que Estados Unidos entrase oficialmente en el conflicto mundial, siendo en un principio el océano Pacífico el escenario principal de sus objetivos militares. El almirante Chester Nimitz se puso al mando de la guerra contra Japón, quien se había hecho con Filipinas y las posesiones británicas y neerlandesas en el Pacífico, llegando a amenazar Australia en 1942. Japón perdió el Pacífico a las fuerzas aliadas en la batalla de Midway, y a partir de ese punto, el Pacífico y sus islas se convertirían en el corredor para alcanzar Japón, con el general MacArthur avanzando desde Australia a través de Nueva Guinea y finalmente Filipinas, y con los bombardeos estratégicos del general Curtis Lemay. La feroz batalla de Okinawa y finalmente los bombardeos atómicos de Hiroshima y Nagasaki pusieron fin a la guerra del Pacífico.                                                     
En la guerra contra Alemania, las fuerzas armadas estadounidenses se estrenaron probando sus habilidades en el frente norteafricano —y más concretamente en la Campaña de Túnez—, tras lo cual fueron desplegadas y empleadas más ampliamente junto a las Fuerzas Armadas británicas en la Campaña de Italia, conformando la tercera parte de las fuerzas aliadas que se hallaban en su conjunto bajo mando estadounidense (de Eisenhower). Si bien, la operación más célebre de las fuerzas aliadas durante la guerra fue sin duda la batalla de Normandía con su famoso desembarco el 6 de junio de 1944, que marcó el principio de la invasión aliada del oeste europeo ocupado por los alemanes y de su recuperación. Entre las 124 394 bajas sufridas por Estados Unidos en esta batalla, 20 668 fueron mortales. Más adelante hubo otros enfrentamientos de gran importancia en el teatro europeo —tanto exitosas como fallidas, tanto iniciadas por los aliados como por las fuerzas alemanas—, como la operación Market Garden o la batalla de las Ardenas, saldándose con decenas de miles de bajas entre las filas estadounidenses y en general.                                                     
Al mismo tiempo, las fuerzas aéreas de Estados Unidos, junto con la Real Fuerza Aérea británica, se dedicaban al bombardeo intensivo y continuo de las ciudades alemanas, con especial enfoque en las líneas de transporte y plantas de combustible sintético, a la vez que impedían la recuperación de la muy erosionada Luftwaffe, que a mediados de 1944 había prácticamente desaparecido de los cielos de Europa Occidental.                                                                                                          
El coste total del esfuerzo militar de Estados Unidos en la Segunda Guerra Mundial se estima en unos 341 mil millones de dólares de la época, el equivalente al 74 % del PIB estadounidense durante toda la contienda. Adaptado al valor del dólar actual (2020), esta cifra rondaría los 4,9 billones (1012) de dólares.

## La guerra contra Alemania: frentes norteafricano y europeo
El 11 de diciembre de 1941, tres días después de que Estados Unidos declarase la guerra a Japón, Adolf Hitler, en su famoso discurso en el Reichstag, declaró la guerra de la Alemania nazi a Estados Unidos. Más tarde el mismo día, Estados Unidos declaró la guerra recíprocamente a Alemania e Italia.

### Europa primero
Europa primero, también conocido como Alemania primero, fue el elemento clave de la estrategia global acordada entre los Estados Unidos y el Reino Unido durante la Segunda Guerra Mundial. Según esta política, los Estados Unidos y el Reino Unido usarían la preponderancia de sus recursos para someter primeramente a Alemania nazi en Europa. Al mismo tiempo, utilizarían una lucha de contención contra Japón en el Pacífico, utilizando menos recursos. Luego de la derrota de Alemania —considerada como la amenaza más grande para el Reino Unido— todas las fuerzas de los aliados podían ser enfocadas en Japón.

### Batalla del Atlántico
La Batalla del Atlántico fue el enfrentamiento naval que tuvo como escenario de operaciones el océano Atlántico, prácticamente en toda su extensión, librado durante la Segunda Guerra Mundial entre los grandes navíos alemanes, los U-Boot comandados por el almirante Karl Dönitz y casi la totalidad de la Marina Real británica. 

### Campaña en África del Norte
La Campaña en África del Norte fue un teatro de operaciones de la Segunda Guerra Mundial. Tuvo lugar en el desierto de África del Norte, a partir del 10 de junio de 1940 y hasta el 16 de mayo de 1943. Incluyó campañas en la Libia Italiana y Reino de Egipto (Desierto Occidental), en el Protectorado francés de Marruecos y en la Argelia francesa (conocida por los Aliados como Operación Torch) y en el Túnez francés.
La campaña se produjo entre las potencias del Eje y las Aliadas. Los esfuerzos de guerra principales fueron dominados por el Reino Unido y su imperio (con sus dominios y colonias Canadá, Australia, Nueva Zelanda, India Británica y Unión Sudafricana) y por exiliados de la Europa ocupada, hasta que los Estados Unidos entraron en la guerra el 11 de mayo, proporcionando ayuda directa a las fuerzas aliadas en el Norte de África.
La lucha en el norte de África empezó con la ocupación del Fuerte Capuzzo italiano por fuerzas británicas en junio de 1940. Esto fue seguido por una ofensiva italiana y una contraofensiva británica. Cuando los italianos sufrieron terribles derrotas, el Afrika Korps alemán (mandado por el mariscal de Campo Erwin Rommel) acudió en su ayuda. Después de una serie de batallas de desgaste por el control de Libia y de algunas partes de Egipto, las fuerzas británicas (bajo el mando del general Bernard Montgomery) empujaron a las fuerzas del Eje hacia Túnez.
A mediados de 1942, con los desembarcos aliados de la Operación Torch en el noroeste de África (al mando del general Dwight Eisenhower), y después de algunos enfrentamientos contra las fuerzas de la Francia de Vichy (que posteriormente se unieron a los Aliados), la Commonwealth y las fuerzas estadounidenses llevaron en un movimiento de tenazas a las fuerzas del Eje al norte de Túnez, donde fueron obligadas a rendirse.

### Invasión aliada de Sicilia e Italia
La invasión aliada de Sicilia comenzó en la noche del 9 al 10 de julio de 1943 y terminó el 17 de agosto con una victoria por parte de los Aliados. La invasión de la isla fue denominada Operación Husky y comenzó con una gran operación anfibia y aérea, seguida de una campaña terrestre de seis semanas. Dio inicio a la campaña de Italia.
Husky fue la operación anfibia más grande de la Segunda Guerra Mundial hasta ese momento, en términos de hombres desembarcados en las playas y en extensión. Estratégicamente, la operación siciliana alcanzó las metas propuestas para ella por los planificadores aliados. Las fuerzas aéreas y navales del Eje fueron expulsadas de la isla; las rutas del Mediterráneo fueron despejadas y Mussolini fue arrestado por el Gran Consejo Fascista y el Rey. Se abrió el camino hacia la invasión aliada de Italia, que no había sido considerada necesaria como una continuación de la Operación Husky.

### Batalla de Normandía
La batalla de Normandía, llamada en clave operación Overlord, fue la operación militar efectuada por los Aliados durante la Segunda Guerra Mundial que culminó con la liberación de los territorios de Europa occidental ocupados por la Alemania nazi. La operación anfibia dio comienzo el 6 de junio de 1944, más conocido como el Día D, con el desembarco de Normandía; el conjunto de las operaciones navales recibió el nombre clave de operación Neptuno. Un asalto aerotransportado llevado a cabo por mil doscientas aeronaves precedió al desembarco anfibio, que involucró a 5000 barcos. El 6 de junio, 160 000 soldados cruzaron el canal de la Mancha de Inglaterra a Francia y hacia finales de agosto las tropas aliadas en suelo francés eran más de tres millones.
La decisión de emprender una invasión a través del canal de la Mancha en 1944 se tomó en la Conferencia Trident de Washington D. C., en mayo de 1943. El general estadounidense Dwight D. Eisenhower fue nombrado comandante del Cuartel General Supremo de la Fuerza Expedicionaria Aliada (SHAEF) y el general británico Bernard Montgomery comandante del XXI.er Grupo de Ejércitos, que aglutinaba todas las fuerzas terrestres que tomarían parte en la invasión. El lugar elegido fue la costa de la región francesa de Normandía, donde se seleccionaron cinco playas a las que se dieron nombres en clave: Utah y Omaha, que serían atacadas por los estadounidenses, Sword y Gold, objetivo de los británicos, y la playa Juno, lugar de desembarco de los canadienses. Los puertos franceses estaban fuertemente defendidos, lo que motivó la creación de dos muelles artificiales, denominados Mulberry, y para superar las dificultades que se esperaban en las playas se emplearon carros de combate especialmente modificados. En los meses previos a la operación, los Aliados llevaron a cabo una elaborada maniobra de distracción militar, la operación Bodyguard, usando desinformación tanto electrónica como visual. Con ello consiguieron evitar que los alemanes supieran la fecha y localización de los desembarcos. Adolf Hitler había encargado al reputado mariscal de campo Erwin Rommel la supervisión y mejora de una cadena de fortificaciones costeras conocida como el «Muro Atlántico», en previsión del ataque enemigo.